# رولاند وارد

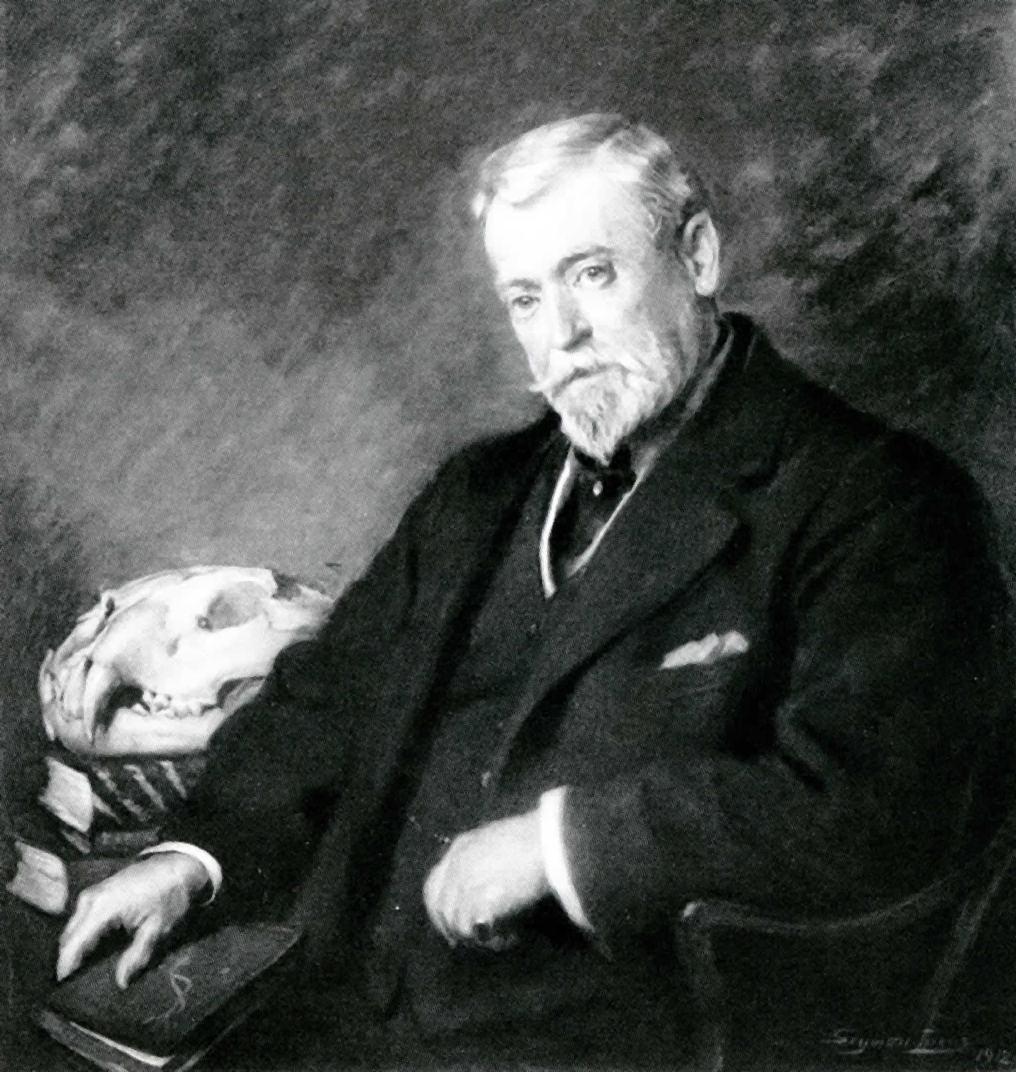
صورة جيمس

جيمس رولاند وارد (بالإنجليزية: Rowland Ward)‏ (1848–1912 م) رجل أعمال بريطاني ومؤسس شركة رولاند وارد المحدودة في لندن.
كانت الشركة متخصصة في أعمال تحنيط الطيور وجوائز الألعاب الكبرى وكانت مشهورة بعملها، لكنها قامت بأنواع أخرى من العمل أيضًا. في إنشاء العديد من العناصر العملية من القرون والريش والقدمين والجلود والأنياب، وصنعت الشركة عناصر عصرية (تُعرف أحيانًا باسم أثاث Wardian) من الأجزاء الحيوانية، مثل محابر زيبرا هوف وأثاث قرن الوعل ومظلة قدم الفيل.
كان رولاند وارد أيضًا ناشرًا معروفًا لكتب التاريخ الطبيعي وروايات الصيد الكبيرة. منتج الشركة الأكثر شهرة هو سلسلة كتب Records of Big Game ، التي بدأت في عام 1892م وهي الآن في نسختها التاسعة والعشرين (2014م).